# Gnophos iveni
Gnophos iveni là một loài bướm đêm trong họ Geometridae.